# 倒卵叶旌节花
倒卵叶旌节花（学名：Stachyurus obovatus），为旌节花科旌节花属下的一个种。